# Epícrates d'Ambràcia
Epícrates d'Ambràcia (en llatí Epicrates, en grec antic Ἐπικράτης) fou un poeta còmic atenenc de la comèdia mitjana segons testimoni Ateneu de Naucratis, confirmat per fragments existents de les seves obres de teatre on ridiculitza Plató i els seus deixebles, especialment Espeusip.
Probablement va florir entre els anys 376 aC i 348 aC. Suides menciona dues de les seves obres Ἔμπορος i Ἀντιλαΐς. Ateneu hi afegeix Ἀμαζύνες i Δύσπρατος, i diu que en aquesta darrera va copiar part de Δύσπρατος, obra d'Antípater d'Acantos. Claudi Elià diu que també va escriure Χορός. Fabricius l'inclou a la Bibliotheca Graeca.